# Sumowo (Dubeninki)
Sumowo (deutsch Summowen) ist ein kleines Dorf im Nordosten der polnischen Woiwodschaft Ermland-Masuren. Es gehört zur Landgemeinde Dubeninki (Dubeningken) im Powiat Gołdapski (Kreis Goldap).

## Geographische Lage
Sumowo liegt 15 Kilometer südöstlich der Kreisstadt Gołdap (Goldap) nordöstlich des Jezioro Niskie (Niedersee), unmittelbar an der einstigen Grenze zwischen dem Deutschen Reich und Polen, die hier parallel zur heutigen Woiwodschaftsgrenze Ermland-Masuren/Podlachien verläuft.

## Geschichte
Der kleine und seinerzeit Szumowen genannte Ort erfuhr wohl um 1562 seine Gründung. Nach 1818 Sumowen und dann bis 1938 Summowen geschrieben, bestand das Dorf vor 1945 lediglich aus ein paar kleinen und größeren Höfen.
1874 wurde Summowen in den neu errichteten Amtsbezirk Rogainen eingegliedert, 1939 dann in den Amtsbezirk Gurnen umgegliedert. Beide gehörten bis 1945 zum Kreis Goldap im Regierungsbezirk Gumbinnen der preußischen Provinz Ostpreußen.
Im Jahre 1910 waren in Summowen 88 Einwohner gemeldet. Ihre Zahl verringert sich bis 1933 auf 61 und belief sich 1939 auf 99.
Im Zuge der nationalsozialistischen Umbenennungsaktion erhielt Summowen am 3. Juni (amtlich bestätigt am 16. Juli) des Jahres 1938 den Namen „Summau“. In Kriegsfolge kam das Dorf dann 1945 mit dem gesamten südlichen Ostpreußen zu Polen, wo man es seither „Sumowo“ nennt.
Sumowo ist jetzt eine Ortschaft im Verbund der Gmina Dubeninki im Powiat Gołdapski und liegt in der Woiwodschaft Ermland-Masuren.

## Kirche
Mehrheitlich war die Bevölkerung Summowens resp. Summaus vor 1945 evangelischer Konfession. Das Dorf war in das Kirchspiel der Kirche Dubeningken eingepfarrt, die zum Kirchenkreis Goldap in der Kirchenprovinz Ostpreußen der Kirche der Altpreußischen Union gehörte. Die katholischen Kirchenglieder gehörten zur Pfarrei in Goldap im Bistum Ermland.
In Sumowo hat sich nach 1945 die Situation verändert, leben doch jetzt überwiegend katholische Einwohner in dem Ort. Ihre Pfarrkirche ist die einstige evangelische Kirche in Dubeninki, die zum Dekanat Filipów im Bistum Ełk (Lyck) der Katholischen Kirche in Polen gehört. Die wenigen evangelischen Kirchenglieder sind jetzt in die Kirchengemeinde in Gołdap eingegliedert, eine Filialgemeinde der Pfarrei in Suwałki in der Diözese Masuren der Evangelisch-lutherischen Kirche in Polen.

## Verkehr
Sumowo liegt ein wenig abseits vom Verkehr an einem Landweg, der von Czarne (Czarnen, 1938 bis 1945 Scharnen) am gleichnamigen See nach Białe Jeziorki über die frühere Staatsgrenze Deutsches Reich/Polen führt. Eine Bahnanbindung besteht nicht mehr, seit die Bahnstrecken Goldap–Szittkehmen (mit der Bahnstation Dubeningken) und Lyck–Insterburg (Ełk–Tschernjachowsk, mit der Bahnstation Gurnen) 1945 aufgegeben bzw. 1993 für den Personenverkehr geschlossen wurden.